# 荒木田岳
荒木田 岳（あらきだ たける、1969年11月3日 - ）は、日本の歴史学者、行政学者。福島大学行政政策学類教授、一橋大学博士（社会学）。

## 人物・経歴
- 1969年石川県金沢市生まれ[1]。
- 1994年茨城大学人文学部卒業。雨宮昭一教授に師事。
  - 卒業論文「占領期における地方自治体の独立運動」。
- 1996年新潟大学大学院法学研究科修士課程修了。指導教官は内藤俊彦教授、副指導教官は新川敏光教授など。
  - 修士論文「明治前期地方編制と地域の自立性」。
- 1999年3月一橋大学大学院社会学研究科博士後期課程修了、博士（社会学）。指導教官は田崎宣義教授、副指導教官は安丸良夫教授及び渡辺尚志教授。
  - 博士論文「明治前期地方編制と町村概念の転換」。[2][3][4]

- 1999年4月 一橋大学社会学部助手。
- 2000年4月 福島大学行政社会学部助教授。
- 2004年4月 福島大学行政政策学類助教授。
- 2007年4月 同准教授。
- 2022年4月 同教授[5]。

専門分野は、地方制度史、地方行政論。
新潟大学在学中巻原子力発電所建設反対運動に参加。2011年3月の福島第一原子力発電所事故で被災し、5月から除染作業に参加。妻子を新潟市に避難させ、「脱原発よりも、まず脱被曝」「脱被曝を突き詰めていけば、脱原発に至ることができるはず」「被曝を避ける権利は誰にでもある」と主張している。福島大学原発災害支援フォーラムメンバー、原子力市民委員会委員。
2014年には小学館『ビッグコミックスピリッツ』掲載の漫画「美味しんぼ 福島の真実篇」に実名で登場し、「除染しても福島には住めない」との発言が作中で使用され波紋を呼んだ。これを受け「世間の対立を激化させている現状に心を痛めている。」とのコメントをマスメディアを通じて発表した。

## 著作
- 共著『茨城の占領時代』茨城新聞社、2001年6月
- 共著『占領とデモクラシーの同時代史』日本経済評論社、2004年12月
- 著者『村の日本近代史』筑摩書房、2020年11月
- 著者『開発事業と埋蔵文化財』日本経済評論社、2021年4月

## 論文
- 「『大東亜共栄圏』と軍事都市の形成 : 日本海港湾都市 高岡市における町村合併を例に」『環日本海論叢』 6 1994年12月
- 雨宮昭一との共著「占領期における自治体の分離運動とその歴史的位置--富山県新湊町の分離運動を例に」『茨城大学地域総合研究所年報』28号 1995年
- 博士論文「明治前期地方編制と町村概念の転換」1999年
- 「『大区小区制』の成立過程と学校行政」『歴史學研究』720号 1999年2月
- 「『大区小区制』下の町村合併と郡区町村編制法--明治初年における町村の合併・連合と戸長管区制」『史学雑誌』108(8) 1999年8月
- 「戸籍法の歴史的位置」『一橋論叢』123(2) 2000年2月
- 「明治前期地方編制と町村概念の転換」『法政理論』32(3・4)新潟大学法学会編  2000年3月
- 「市町村合併論の理論的射程」『行政社会論集』13(3)福島大学行政社会学会編  2001年1月
- 「濫觴期における地方統治と行政区画制」『法政理論』39(2)、新潟大学法学会編、2007年2月
- 「近世近代移行期の地方制度試論」『行政社会論集』22(4)福島大学行政社会学会編、2010年
- 「福島原発震災およびその行政対応の歴史的背景・試論」 (特集 3.11後の同時代史)『同時代史研究』 (5)、2012年
- 「地方財政危機と財政再建団体の経験(上・中・下)福島県石川町を例に」『行政社会論集』福島大学行政社会学会編、2012年-2013年
- 「福島原発事故対応をめぐる問題 (特集 震災・原発事故3年)」『科学』84(3) (通号 979) 2014年3月